# Triplaris americana
El guacamayo, varasanta o palo de Santa María (Triplaris americana) es un árbol de la familia de las poligonáceas nativo de los bosques de norte de Suramérica, Centroamérica y las Antillas.

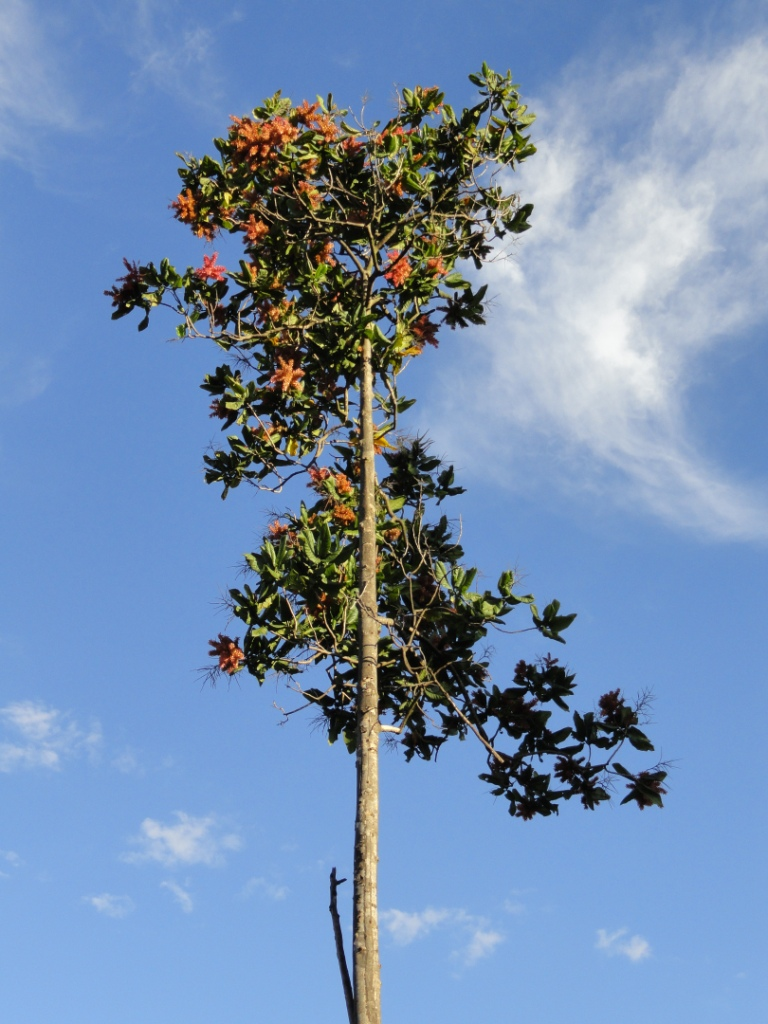
Vista del árbol

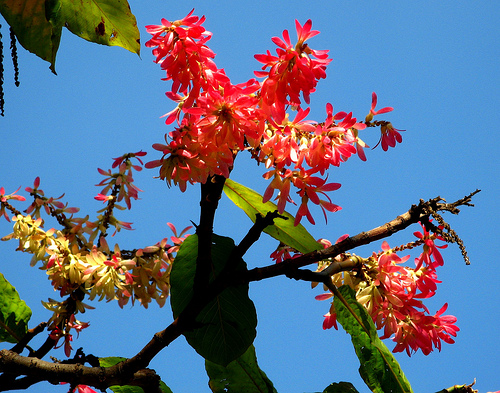
Detalle de las flores

## Descripción
El tronco alcanza hasta 25 m de altura y 40 cm de diámetro. Las hojas son simples, alternas en coronas con forma de hélice. Flores dioicas, las femeninas de color rosado y las masculinas gris. Frutos de forma alada.
Registra asociación mutualista con hormigas, por ejemplo con la especie Tapinoma melanocephalum y con tres especies del género Pseudomyrmex (P. triplarinus, P. mordax y P. dendroicus).

## Usos
La medicina tradicional usa las hojas para aliviar las quemaduras, la corteza del tronco contra la malaria y las infusiones de la corteza contra la diarrea. Contiene taninos, flavonoides y esteroides, lo cual indica que es muy probable que posea actividad antiinflamatoria, antimicrobiana y probablemente actividad antitumoral.
Es maderable  y también se utiliza como planta ornamental.

## Taxonomía
Triplaris americana fue descrita por (L.) Pav. ex Meisn.  y publicado en Systema Naturae, Editio Decima 2: 881. 1759.
Sinonimia
- Ruprechtia martii Meisn.
- Triplaris boliviana Britton
- Triplaris brasiliana Cham.
- Triplaris estriata Kuntze
- Triplaris euryphylla Blake
- Triplaris felipensis Wedd.
- Triplaris formicosa S. Moore
- Triplaris guanaiensis Rusby
- Triplaris hispida Britton ex Rusby
- Triplaris laxa Blake
- Triplaris longifolia Huber
- Triplaris noli-tangere Wedd.
- Triplaris pavonii Meisn.
- Triplaris poeppigiana Wedd.
- Triplaris pyramidalis Jacq.
- Triplaris schomburgkiana Benth.
- Triplaris striata Kuntze
- Triplaris williamsii Rusby[7]

## Nombres comunes
- barba de mono, Fernán Sánchez del Perú, palo María, palo santo del Perú, santopalo del Perú.[8]